# Dominikánský dvůr
Bývalý Dominikánský dvůr je barokní architektonická památka nacházející se na území pražské čtvrti Braník a jeho adresa je Branická 44. Podél celého severního průčelí areálu prochází ulice Jiskrova.

## Dějiny

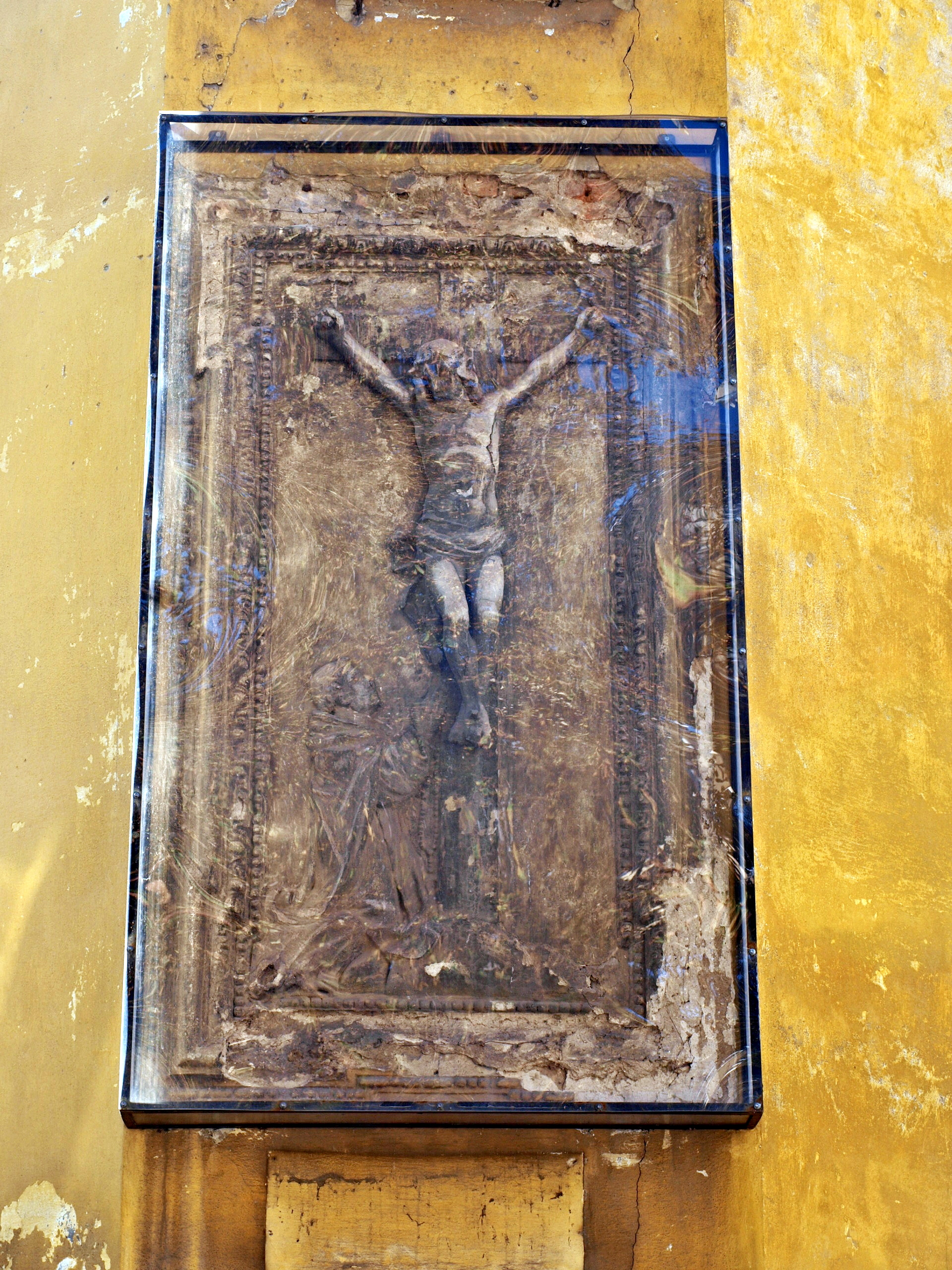
Reliéf s vyobrazením ukřižovaného Ježíše s modlícím se dominikánským mnichem na čelní straně věže

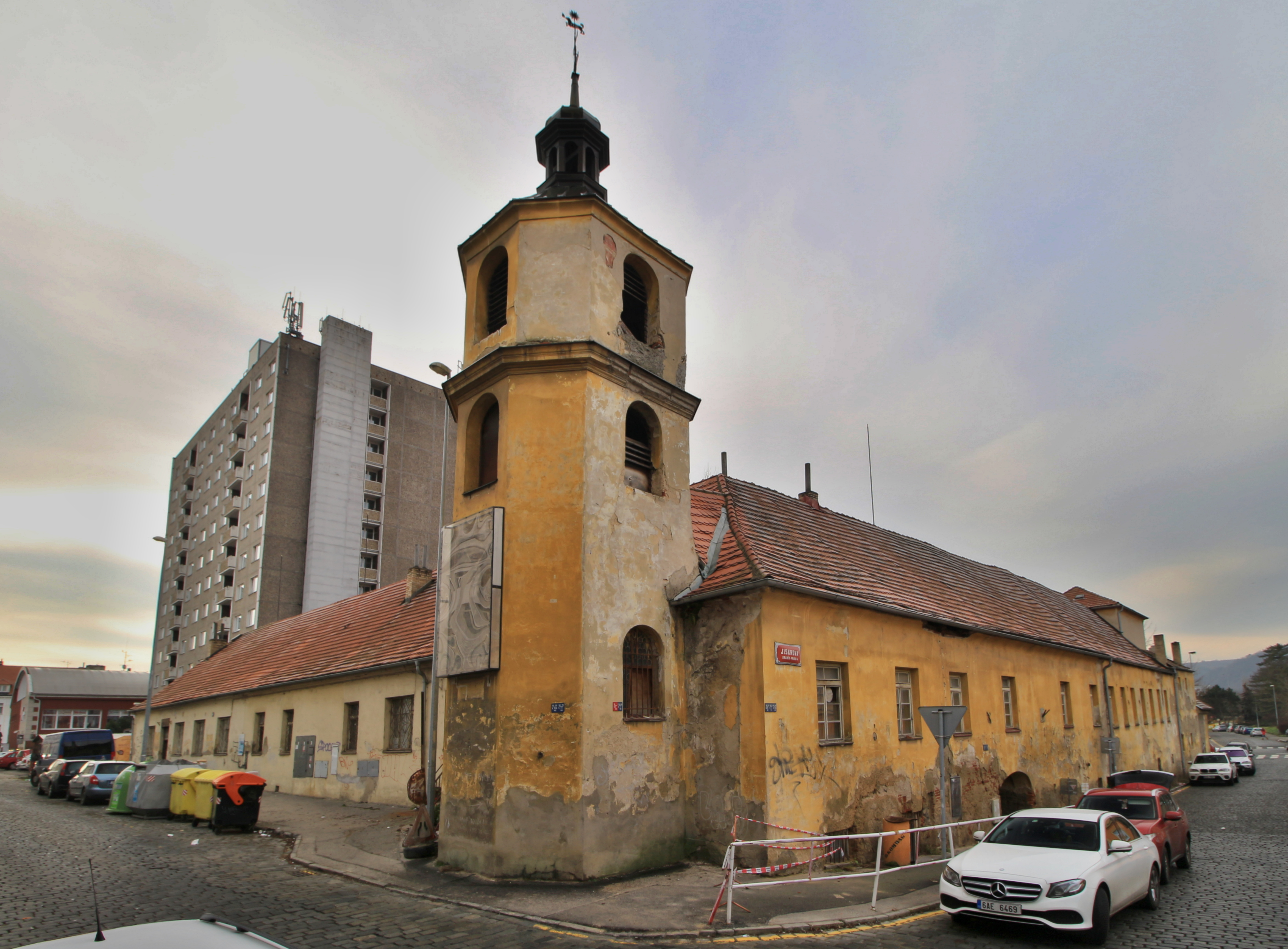
Dominkánský dvůr a věž se zvonicí

Areál pochází ze 3. čtvrtiny 17. století. Z původních čtyř křídel s arkádami se do současnosti dochovaly tři, včetně zvonice z roku 1761. Součástí původního areálu byla rovněž kaple, která sloužila svému účelu až do roku 1899.
Nedlouho po bělohorské bitvě, roku 1625, byla část Braníku darována císařem Ferdinandem II. dominikánskému řádu od svatého Jiljí v rámci rekatolizace. Dominikánům připadl i zdejší dvorec s tvrzí. Do Braníku tento řád přišel za účelem správy majetku v roce 1625. V roce 1626 zde založili pivovar. Jelikož Braník nebyl chráněn pražskými hradbami, utrpěl v době třicetileté války značné škody. Po skončení války začali dominikáni s přestavbou hospodářského dvora. Podle kresby z roku 1689 zde již opět stála patrová budova, nicméně přestavba byla dokončena zřejmě až v roce 1761. Během této rekonstrukce objekt získal i nárožní dvoupatrovou věž se zvonicí, v jejíž spodní části byla kaple se štukovou výzdobou, která se dodnes částečně zachovala.

## 20. století
Roku 1899 dvůr zakoupil spolek pražských sládků, který zde provozoval pivovar až do roku 1907. Poté spolek zřídil jiný pivovar v blízkosti a dominikánský dvůr sloužil jiným účelům. Na počátku 20. století fungovalo v objektu kino (kino Eden od roku 1919 až do roku 1969, kdy byla jižní část areálu zbořena). Měla zde také být policejní služebna.
Od konce druhé světové války se ve dvoře usídlily drobné řemeslné dílny, a později byl dvůr opuštěný a chátral. V padesátých letech hrozilo zboření, nicméně objekt byl zapsán na seznam památkově chráněných staveb.

## Současnost
Památka je v současné době ve špatném technickém stavu, obklopena novodobou zástavbou. Je ve vlastnictví hlavního města Prahy a byla částečně využívána městskou částí Praha 4, která ji spravuje. V roce 2019 bylo městskou částí navrženo, aby tuto barokní památku magistrát zpátky převzal a opravil. Ve dvoře by pak mohla působit například waldorfská škola, která nabízí alternativní přístup ke středoškolskému vzdělávání.